# Ардатовский уезд (Симбирская губерния)
Ардатовский уезд — административно-территориальная единица Симбирской губернии, существовавшая в 1780—1928 годах. Уездный город — Ардатов.

## Географическое положение
Уезд располагался на западе Симбирской губернии, граничил с Нижегородской и Пензенской губерниями. Площадь уезда составляла в 1897 году 3972,7 верст² (4521 км²), в 1926 году — 6500 км².

## История
Уезд образован в сентябре 1780 года в составе Симбирского наместничества в результате реформы Екатерины Великой.
С 1796 года - в составе Симбирской губернии. В 1798 году уезд упраздняется, но в 1801 году опять был восстановлен.
4 апреля 1924 года была упразднена Жаренская (при этом селения Алнашевка, Жаренки, Низовка, Пиксяси, Селище на Саре Сосуновка и Чукалы на Нуе были переданы в Ардатовскую волость, а Андреевка и Кильвядня — в Ждамировскую волость Алатырского уезда) волость. 
20 июля 1925 года к Ардатовскому уезду были присоединены Ждамировская, Промзинская и Чиберчинская волости Алатырского уезда. 
14 мая 1928 года Ульяновская губерния была включена в Средне-Волжскую область.
16 июля 1928 года Ардатовский уезд был упразднён, на его территории образован Ардатовский район Мордовского округа Средне-Волжской области.

## Население
По данным переписи 1897 года в уезде проживало 189 226 чел. В том числе русские — 59,6 %, мордва — 39,4 %. В городе Ардатов проживало 4 855 чел.
По итогам всесоюзной переписи населения 1926 года население уезда составило 333 787 человек, из них городское — 11 574 человек.

## Административное деление
В 1890 году в состав уезда входило 18 волостей:
| № п/п | Волость       | Волостное правление | Число селений | Население |
| ----- | ------------- | ------------------- | ------------- | --------- |
| 1     | Апраксинская  | с. Апраксино        | 22            | 8341      |
| 2     | Ардатовская   | г. Ардатов          | 11            | 11659     |
| 3     | Атяшевская    | с. Атяшево          | 10            | 11952     |
| 4     | Бузаевская    | с. Шугурово         | 7             | 13351     |
| 5     | Жаренская     | с. Жарёнки          | 11            | 10174     |
| 6     | Керамсурская  | с. Керамсурка       | 13            | 9032      |
| 7     | Киржеманская  | с. Киржеманы        | 14            | 12316     |
| 8     | Козловская    | с. Козловка         | 18            | 15336     |
| 9     | Лобаскинская  | с. Лобаски          | 9             | 14296     |
| 10    | Макаловская   | с. Маколово         | 8             | 9826      |
| 11    | Медаевская    | с. Медаево          | 11            | 9262      |
| 12    | Наченальская  | с. Наченалы         | 8             | 9866      |
| 13    | Неклюдовская  | с. Неклюдово        | 8             | 6657      |
| 14    | Пичеурская    | с. Пичеуры          | 4             | 9683      |
| 15    | Резоватовская | с. Резоватово       | 9             | 10891     |
| 16    | Силинская     | с. Силино           | 30            | 11736     |
| 17    | Талызинская   | с. Большое Талызино | 18            | 9232      |
| 18    | Тархановская  | с. Тарханово        | 8             | 10374     |

В 1913 году в уезде также было 18 волостей.

## Известные личности
- Родившиеся в Ардатовском уезде